# Gran Premio motociclistico di Francia 1992
Il Gran Premio motociclistico di Francia 1992 fu il decimo appuntamento del motomondiale 1992, 58ª edizione del Gran Premio motociclistico di Francia e 36ª valida per il motomondiale.
Si svolse il 19 luglio 1992 sul Circuito di Nevers Magny-Cours (per la prima volta nella storia del Gran Premio) e vide le vittorie di Wayne Rainey nella classe 500, di Loris Reggiani nella classe 250, di Ezio Gianola in classe 125 e di Rolf Biland/Kurt Waltisperg nei sidecar.

## Classe 500
Seconda vittoria della stagione per il campione mondiale in carica, lo statunitense Wayne Rainey, che ha preceduto l'australiano Wayne Gardner e l'altro statunitense John Kocinski.
Perdurando l'assenza dell'australiano Michael Doohan, infortunato nelle prove del GP d'Olanda, Rainey gli si avvicina nella classifica del campionato, essendo ora distanziato di 37 punti.

### Arrivati al traguardo
| Pos. | Nº | Pilota               | Squadra                   | Motocicletta  | Giri | Tempo     | Griglia | Punti |
| ---- | -- | -------------------- | ------------------------- | ------------- | ---- | --------- | ------- | ----- |
| 1º   | 1  | Wayne Rainey         | Marlboro Team Roberts     | Yamaha        | 27   | 45'05.182 | 2º      | 20    |
| 2º   | 5  | Wayne Gardner        | Rothmans Kanemoto Honda   | Honda         | 27   | +6.682    | 4º      | 15    |
| 3º   | 4  | John Kocinski        | Marlboro Team Roberts     | Yamaha        | 27   | +8.687    | 3º      | 12    |
| 4º   | 6  | Juan Garriga         | Ducados Yamaha            | Yamaha        | 27   | +11.645   | 8º      | 10    |
| 5º   | 7  | Eddie Lawson         | Cagiva Team Agostini      | Cagiva        | 27   | +33.901   | 5º      | 8     |
| 6º   | 19 | Niall Mackenzie      | Yamaha Motor France Banco | Yamaha        | 27   | +45.706   | 11º     | 6     |
| 7º   | 17 | Miguel Duhamel       | Yamaha Motor France Banco | Yamaha        | 27   | +51.449   | 13º     | 4     |
| 8º   | 8  | Randy Mamola         | Budweiser Team            | Yamaha        | 27   | +57.215   | 9º      | 3     |
| 9º   | 61 | James Whitham        | Padgett's Motorcycles     | Harris Yamaha | 27   | +1'26.833 | 14º     | 2     |
| 10º  | 32 | Toshiyuki Arakaki    |                           | ROC Yamaha    | 27   | +1'39.291 | 12º     | 1     |
| 11º  | 40 | Andrew Stroud        | Valvoline Team WCM        | ROC Yamaha    | 27   | +1'44.567 | 17º     |       |
| 12º  | 27 | Serge David          |                           | ROC Yamaha    | 26   | +1 giro   | 15º     |       |
| 13º  | 15 | Cees Doorakkers      | HEK Racing                | Harris Yamaha | 26   | +1 giro   | 24º     |       |
| 14º  | 18 | Michael Rudroff      | Rallye Sport              | Harris Yamaha | 26   | +1 giro   | 18º     |       |
| 15º  | 23 | Nicholas Schmassmann |                           | ROC Yamaha    | 26   | +1 giro   | 25º     |       |
| 16º  | 30 | Peter Graves         | Peter Graves Racing       | Harris Yamaha | 26   | +1 giro   | 28º     |       |
| 17º  | 25 | Josef Doppler        |                           | ROC Yamaha    | 26   | +1 giro   | 29º     |       |
| 18º  | 16 | Marco Papa           | Librenti Corse            | Librenti      | 25   | +2 giri   | 26º     |       |

### Ritirati
| Nº | Pilota           | Squadra             | Motocicletta  | Giri | Griglia |
| -- | ---------------- | ------------------- | ------------- | ---- | ------- |
| 34 | Kevin Schwantz   | Lucky Strike Suzuki | Suzuki        | 17   | 7º      |
| 26 | Kevin Mitchell   | MBM Racing          | Harris Yamaha | 14   | 16º     |
| 14 | Dominique Sarron | ROC Banco           | ROC Yamaha    | 11   | 19º     |
| 10 | Doug Chandler    | Lucky Strike Suzuki | Suzuki        | 5    | 1º      |
| 28 | Àlex Crivillé    | Campsa Honda        | Honda         | 4    | 6º      |
| 33 | Corrado Catalano | KCS International   | ROC Yamaha    | 3    | 20º     |
| 11 | Eddie Laycock    | Millar Racing       | Yamaha        | 3    | 21º     |
| 36 | Claude Arciero   | Arciero Racing      | ROC Yamaha    | 1    | 27º     |

### Non partiti
| Nº | Pilota         | Squadra                   | Motocicletta | Griglia |
| -- | -------------- | ------------------------- | ------------ | ------- |
| 12 | Alex Barros    | Cagiva Team Agostini      | Cagiva       | 10º     |
| 65 | Bernard Garcia | Yamaha Motor France Banco | Yamaha       | 22º     |
| 31 | Thierry Crine  | Ville de Paris            | ROC Yamaha   | 23º     |

## Classe 250
Per un'altra volta nella stagione il podio è occupato interamente da piloti italiani: la vittoria è stata di Loris Reggiani, al secondo successo stagionale, davanti a Pierfrancesco Chili e Luca Cadalora. Quest'ultimo mantiene la testa della classifica generale con 50 punti di vantaggio su Reggiani.
Da registrare anche l'esordio nel motomondiale, grazie ad una wild card, del pilota francese Jean-Michel Bayle fino a quel momento conosciuto soprattutto per essere un pluri-iridato del campionato mondiale di motocross; terminerà la gara al 24º posto.

### Arrivati al traguardo
| Pos. | Nº | Pilota                   | Motocicletta | Giri | Tempo     | Griglia | Punti |
| ---- | -- | ------------------------ | ------------ | ---- | --------- | ------- | ----- |
| 1º   | 13 | Loris Reggiani           | Aprilia      | 26   | 44'37.434 | 4º      | 20    |
| 2º   | 7  | Pierfrancesco Chili      | Aprilia      | 26   | +0.257    | 1º      | 15    |
| 3º   | 1  | Luca Cadalora            | Honda        | 26   | +9.606    | 5º      | 12    |
| 4º   | 8  | Jochen Schmid            | Yamaha       | 26   | +10.049   | 2º      | 10    |
| 5º   | 3  | Carlos Cardús            | Honda        | 26   | +27.497   | 6º      | 8     |
| 6º   | 16 | Alberto Puig             | Aprilia      | 26   | +35.884   | 13º     | 6     |
| 7º   | 4  | Wilco Zeelenberg         | Suzuki       | 26   | +36.254   | 14º     | 4     |
| 8º   | 28 | Herri Torrontegui        | Suzuki       | 26   | +38.260   | 16º     | 3     |
| 9º   | 21 | Bernard Haenggeli        | Aprilia      | 26   | +44.227   | 23º     | 2     |
| 10º  | 33 | Jurgen van den Goorbergh | Aprilia      | 26   | +44.592   | 9º      | 1     |
| 11º  | 25 | Eskil Suter              | Aprilia      | 26   | +46.547   | 22º     |       |
| 12º  | 37 | Frédéric Protat          | Aprilia      | 26   | +47.531   | 24º     |       |
| 13º  | 10 | Paolo Casoli             | Yamaha       | 26   | +47.677   | 25º     |       |
| 14º  | 30 | Adrian Bosshard          | Honda        | 26   | +51.589   | 18º     |       |
| 15º  | 34 | Luis d'Antín             | Honda        | 26   | +1'05.118 | 32º     |       |
| 16º  | 26 | Bernd Kassner            | Aprilia      | 26   | +1'06.189 | 33º     |       |
| 17º  | 67 | Michele Gallina          | Yamaha       | 26   | +1'18.891 | 36º     |       |
| 18º  | 24 | Adi Stadler              | Honda        | 26   | +1'19.018 | 34º     |       |
| 19º  | 31 | Bernard Cazade           | Honda        | 26   | +1'19.241 | 28º     |       |
| 20º  | 14 | Carlos Lavado            | Gilera       | 26   | +1'21.602 | 19º     |       |
| 21º  | 35 | Erkka Korpiaho           | Aprilia      | 26   | +1'29.037 | 27º     |       |
| 22º  | 18 | Harald Eckl              | Aprilia      | 26   | +1'35.386 | 31º     |       |
| 23º  | 20 | Renzo Colleoni           | Yamaha       | 26   | +1'38.410 | 29º     |       |
| 24º  | 68 | Jean-Michel Bayle        | Honda        | 25   | +1 giro   | 38º     |       |
| 25º  | 19 | Katsuyoshi Kozono        | Honda        | 25   | +1 giro   | 20º     |       |

### Ritirati
| Nº | Pilota                    | Motocicletta | Giri | Griglia |
| -- | ------------------------- | ------------ | ---- | ------- |
| 36 | Patrick van den Goorbergh | Aprilia      | 21   | 17º     |
| 6  | Loris Capirossi           | Honda        | 16   | 3º      |
| 38 | José Kuhn                 | Honda        | 10   | 35º     |
| 11 | Andreas Preining          | Aprilia      | 7    | 12º     |
| 15 | Doriano Romboni           | Honda        | 7    | 7º      |
| 9  | Jean-Philippe Ruggia      | Gilera       | 5    | 15º     |
| 32 | Yves Briguet              | Honda        | 5    | 37º     |
| 74 | Marc García               | Yamaha       | 2    | 30º     |
| 5  | Masahiro Shimizu          | Honda        | 2    | 10º     |
| 17 | Stefan Prein              | Honda        | 0    | 26º     |

### Non partiti
| Nº | Pilota              | Motocicletta | Griglia |
| -- | ------------------- | ------------ | ------- |
| 2  | Helmut Bradl        | Honda        | 11º     |
| 12 | Jean Pierre Jeandat | Aprilia      | 21º     |
| 29 | Max Biaggi          | Aprilia      | 8º      |

## Classe 125
Vittoria per l'italiano Ezio Gianola partito dalla pole position e che ha ottenuto anche il giro più veloce; alle sue spalle il giapponese Noboru Ueda e lo spagnolo Jorge Martínez, pluriiridato delle piccole cilindrate che mancava dal podio ormai da due anni.
La classifica generale continua ad essere guidata dal tedesco Ralf Waldmann con un solo punto su Gianola e sette punti sull'altro italiano Alessandro Gramigni.

### Arrivati al traguardo
| Pos. | Nº | Pilota              | Motocicletta | Tempo     | Griglia | Punti |
| ---- | -- | ------------------- | ------------ | --------- | ------- | ----- |
| 1º   | 16 | Ezio Gianola        | Honda        | 45'37.526 | 1º      | 20    |
| 2º   | 5  | Noboru Ueda         | Honda        | +5.270    | 3º      | 15    |
| 3º   | 6  | Jorge Martínez      | Honda        | +5.446    | 8º      | 12    |
| 4º   | 13 | Kazuto Sakata       | Honda        | +5.928    | 7º      | 10    |
| 5º   | 39 | Alessandro Gramigni | Aprilia      | +6.853    | 11º     | 8     |
| 6º   | 15 | Bruno Casanova      | Aprilia      | +8.602    | 12º     | 6     |
| 7º   | 8  | Dirk Raudies        | Honda        | +9.109    | 6º      | 4     |
| 8º   | 10 | Nobuyuki Wakai      | Honda        | +16.531   | 2º      | 3     |
| 9º   | 14 | Hans Spaan          | Aprilia      | +19.848   | 10º     | 2     |
| 10º  | 3  | Ralf Waldmann       | Honda        | +21.239   | 15º     | 1     |
| 11º  | 32 | Takao Shimizu       | Honda        | +22.482   | 14º     |       |
| 12º  | 40 | Maik Stief          | Aprilia      | +23.505   | 13º     |       |
| 13º  | 24 | Oliver Koch         | Honda        | +27.183   | 16º     |       |
| 14º  | 4  | Gabriele Debbia     | Honda        | +37.311   | 5º      |       |
| 15º  | 20 | Kin'ya Wada         | Honda        | +52.403   | 17º     |       |
| 16º  | 30 | Arie Molenaar       | Aprilia      | +55.492   | 19º     |       |
| 17º  | 21 | Oliver Petrucciani  | Honda        | +58.929   | 25º     |       |
| 18º  | 35 | Loek Bodelier       | Honda        | +59.183   | 18º     |       |
| 19º  | 34 | Alain Bronec        | Honda        | +1'02.101 | 30º     |       |
| 20º  | 23 | Manuel Hernández    | Aprilia      | +1'03.152 | 23º     |       |
| 21º  | 36 | Steve Patrickson    | Honda        | +1'03.298 | 27º     |       |
| 22º  | 38 | Peter Galvin        | Honda        | +1'12.199 | 34º     |       |
| 23º  | 74 | Noel Ferro          | Honda        | +1'36.918 | 29º     |       |
| 24º  | 29 | Hubert Abold        | Honda        | +1'37.443 | 28º     |       |
| 25º  | 19 | Hisashi Unemoto     | Honda        | +1 giro   | 32º     |       |
| 26º  | 75 | Régis Laconi        | Honda        | +1 giro   | 33º     |       |

### Ritirati
| Nº | Pilota            | Motocicletta | Griglia |
| -- | ----------------- | ------------ | ------- |
| 59 | Luis Alvaro       | JJ Cobas     | 20º     |
| 21 | Robin Appleyard   | Honda        | 22º     |
| 25 | Giuseppe Fiorillo | Yamaha       | 35º     |
| 31 | Carlos Giró       | Aprilia      | 9º      |
| 2  | Fausto Gresini    | Honda        | 4º      |
| 11 | Heinz Lüthi       | Honda        | 31º     |
| 27 | Julián Miralles   | Honda        | 24º     |
| 9  | Peter Öttl        | Rotax        | 21º     |
| 26 | Fausto Ricci      | Yamaha       | 36º     |
| 28 | Alfred Waibel     | Honda        | 26º     |

## Classe sidecar
A Magny-Cours l'equipaggio Rolf Biland-Kurt Waltisperg ottiene la terza vittoria consecutiva. Il secondo posto è di Egbert Streuer-Peter Brown, per la prima volta sul podio in questa stagione, che precedono Klaus Klaffenböck-Christian Parzer; quarti i leader del mondiale Steve Webster-Gavin Simmons.
In classifica Webster guida con 80 punti, davanti a Klaffenböck a 66 e a Biland a 63.

### Arrivati al traguardo (posizioni a punti)[5]
| Pos. | Pilota             | Passeggero       | Sidecar     | Tempo     | Punti |
| ---- | ------------------ | ---------------- | ----------- | --------- | ----- |
| 1º   | Rolf Biland        | Kurt Waltisperg  | LCR-Krauser | 45'58"883 | 20    |
| 2º   | Egbert Streuer     | Peter Brown      | LCR-Stredor | +3"401    | 15    |
| 3º   | Klaus Klaffenböck  | Christian Parzer | LCR-ADM     | +5"818    | 12    |
| 4º   | Steve Webster      | Gavin Simmons    | LCR-ADM     | +9"339    | 10    |
| 5º   | Yoshisada Kumagaya | Brian Houghton   | LCR-Krauser | +28"660   | 8     |
| 6º   | Steve Abbott       | Shaun Smith      | LCR-Krauser | +30"317   | 6     |
| 7º   | Paul Güdel         | Charly Güdel     | LCR-Yamaha  | +30"720   | 4     |
| 8º   | Barry Brindley     | Scott Whiteside  | LCR-Yamaha  | +1'05"767 | 3     |
| 9º   | Markus Egloff      | Urs Egloff       | LCR-Yamaha  | +1'08"447 | 2     |
| 10º  | Theo van Kempen    | Geral de Haas    | LCR-Krauser | +1'41"107 | 1     |